# Schneeblume
Schneeblume ist ein Fragment eines Märchens. Es stand in den Kinder- und Hausmärchen der Brüder Grimm nur in der Erstauflage von 1812 zusammen mit drei anderen unter dem Obertitel Fragmente an Stelle 85 (KHM 85a).

## Inhalt
Eine Königstochter heißt Schneeblume, weil sie so weiß und im Winter geboren ist. Als sie Heilkräuter für ihre kranke Mutter sucht, kommen Bienen aus einem Baum und bedecken sie ganz. Sie tun ihr nichts, sondern bringen Honig, und sie erstrahlt in Schönheit.

## Grimms Anmerkung
Die Anmerkung gibt als Quelle ein französisches Volksmärchen an, das auch in ein Gedicht verflochten worden sei.